# 奥凯尔
奥凯尔（法語：Ocquerre，法語發音：[ɔkɛʁ] ⓘ）是法国法蘭西島大區塞纳-马恩省的一个市镇，属于莫城区。 

## 地理
奥凯尔（49°2'19"N, 3°3'27"E）面积10.12 平方千米，位于法国法蘭西島大區塞纳-马恩省，该省份为法国北部内陆省份，北起瓦兹省，西接埃松省、马恩河谷省、塞纳-圣但尼省和瓦兹河谷省，南至卢瓦雷省，东南接约讷省，东临马恩省和奥布省，东北接埃纳省。
与奥凯尔接壤的市镇（或旧市镇、城区）包括：科什雷勒、烏爾克河畔克魯伊、乌尔克河畔利济、马恩河畔马里、米尔蒂安地区迈、唐克鲁。

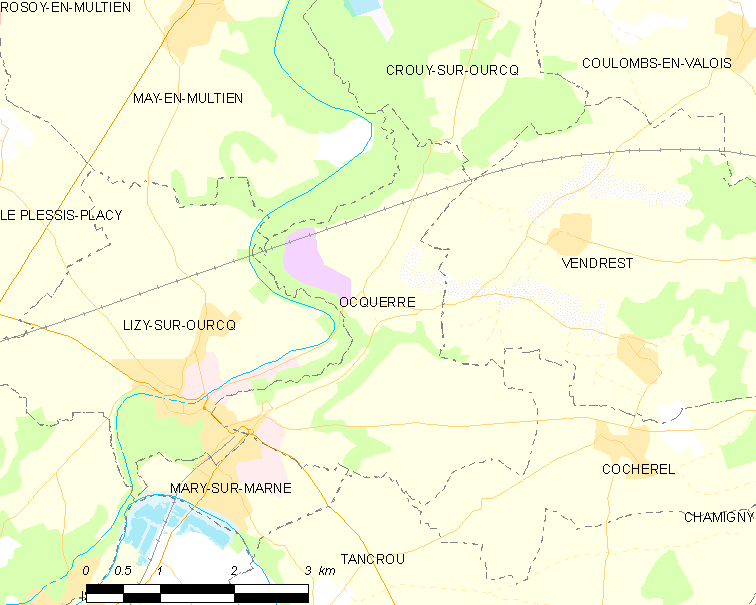
奥凯尔的OSM定位图

奥凯尔的时区为UTC+01:00、UTC+02:00（夏令时）。

## 行政
奥凯尔的邮政编码为77440，INSEE市镇编码为77343。

## 政治
奥凯尔所属的省级选区为拉费泰苏茹阿尔县。

## 人口

1962-2008年间奥凯尔人口变化图示

奥凯尔于2022年1月1日时的人口数量为376人。